# هوارد بورتر
هوارد بورتر (بالإنجليزية: Howard Porter)‏ هو رسام بالرصاص أمريكي، ولد في القرن العشرين.

## روابط خارجية
- هوارد بورتر على موقع IMDb (الإنجليزية)